# Wilhelm Buddenberg (Politiker)

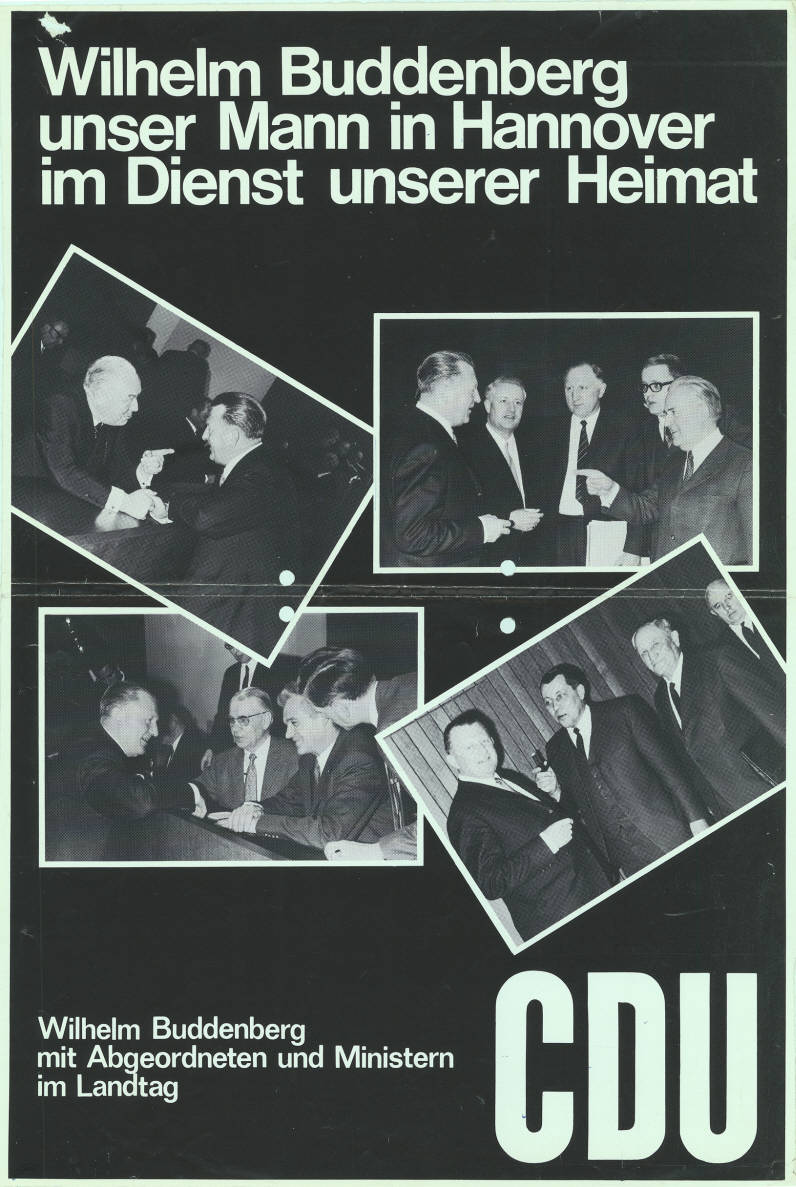
Wahlplakat von Wilhelm Buddenberg aus dem Jahr 1967

Wilhelm Buddenberg (* 27. Juli 1914 in Neuenhaus, Landkreis Grafschaft Bentheim; † 14. Februar 1992 in Nordhorn) war ein deutscher Lehrer und Politiker (CDU).

## Leben
Buddenberg wuchs in Neuenhaus auf, wo seine Eltern an der Hauptstraße eine Bäckerei betrieben. Er legte 1933 an der Oberschule in Nordhorn die damalige Reifeprüfung ab. Im Anschluss absolvierte er den Arbeitsdienst und studierte zwischen 1934 und 1936 an der Pädagogischen Hochschule in Dortmund. Nach seinem Studium wurde er als Lehrer an den Landschulen in Esche und Brandlecht im Landkreis Grafschaft Bentheim beschäftigt.
1937 wurde Buddenberg zum Kriegsdienst einberufen. Am 20. Dezember 1939 beantragte er die Aufnahme in die NSDAP und wurde zum 1. März 1940 aufgenommen (Mitgliedsnummer 7.575.393). Bis zum Ende des Zweiten Weltkrieges 1945 war er als Infanterieoffizier im Kriegseinsatz. Er erlitt insgesamt fünf schwere Verwundungen, die eine Kriegsbeschädigung von 70 Prozent hinterließen.
Zwischen 1946 und 1955 war Buddenberg als Hauptlehrer an der Landschule Groß-Ringe tätig; 1955 wurde er zum Rektor der Ernst-Moritz-Arndt-Schule in Nordhorn ernannt. Diese Stellung gab Buddenberg mit seiner Wahl in den Landtag Niedersachsens im Jahr 1967 auf. Zwischen 1964 und 1972 war Buddenberg Bürgermeister in Nordhorn und von 1968 bis 1971 Landrat im Landkreis Grafschaft Bentheim.
Buddenberg wurde mit dem Bundesverdienstkreuz I. Klasse ausgezeichnet und war Träger des Ehrenringes der Stadt Nordhorn sowie des Großen Verdienstkreuzes des niedersächsischen Verdienstordens. In der 6. bis 8. Wahlperiode war er vom 6. Juni 1967 bis 20. Juni 1978 für die CDU Mitglied des Niedersächsischen Landtages.
Von 1952 bis zu seinem Tod war Buddenberg im Vorstand des Heimatvereins der Grafschaft Bentheim. Er interessierte sich für die Regionalgeschichte, die Grafschafter Heimatdichtung und die plattdeutsche Sprache. Er war Autor, Herausgeber und Mitherausgeber einer Reihe von Werken, auch in „Groafschupper Platt“ (Grafschafter Platt), so unter anderem von „Heimatdichtung der Grafschaft Bentheim“ (1989) und „Ut de Pütte. Groafschupper Platt föar groot en kläin“ (1994). Von 1980 bis 1988 veröffentlichte er im Selbstverlag sechs schmale Bände mit Anekdoten und Erzählungen in Grafschafter Platt. Die Titel dieser Büchlein lauten: „Kaalchen un Lieschen“ (1980), „Freu di met“ (1981), „Freu di noch moal“ (1982), „Freu di weär“ (1983), „Freu di verdann“ (1985), „Freu di altied“, (1988). Der Untertitel lautet jeweils: „Pleseärege Geschichten föar jung en ault“. Einen weiten Leserkreis erreichte Wilhelm Buddenberg mit der Spalte „Groafschupper Platt in`t Wochenblatt“, die er seit 1983 regelmäßig schrieb.